# Manuel Bento Rodrigues da Silva
Manuel Bento Rodrigues da Silva (Vila Nova de Gaia, 25 dicembre 1800 – Lisbona, 26 settembre 1869) è stato un cardinale e patriarca cattolico portoghese.

## Biografia
Abbracciò giovanissimo la vita religiosa a Lisbona nel monastero del Beato Antonio dei Canonici regolari di San Giovanni Evangelista: terminato il noviziato, concluse i suoi studi a Coimbra, dove conseguì il dottorato in teologia (1826).
Svolse servizio pastorale nelle diocesi di Porto e Coimbra, dove fu anche insegnante. Fu vicario capitolare di Elvas e Castelo Branco (1841-1844), poi vicario generale del patriarcato di Lisbona (dal 1844).
Il 24 novembre 1845 venne eletto arcivescovo titolare di Mitilene e ausiliare di Lisbona; il 15 marzo 1852 venne nominato arcivescovo-vescovo di Coimbra e il 18 marzo 1858 venne promosso alla sede patriarcale di Lisbona. Papa Pio IX lo elevò al rango di cardinale nel concistoro del 25 giugno 1858.

## Genealogia episcopale e successione apostolica
La genealogia episcopale è:
- Vescovo Jerónimo do Barco, O.F.M.Ref.
- Arcivescovo Vicente da Soledade e Castro, O.S.B.
- Cardinale Francisco de São Luiz Saraiva, O.S.B.
- Cardinale Guilherme Henriques de Carvalho
- Cardinale Manuel Bento Rodrigues da Silva

La successione apostolica è:
- Vescovo José Manuel de Lemos (1854)
- Vescovo João d'Aguiar (1857)
- Arcivescovo João Crisóstomo de Amorim Pessoa, O.F.M.Ref. (1860)
- Vescovo Manuel de Santa Rita Barros, T.O.R. (1860)
- Vescovo Antonio da Trindade de Vasconcellos Pereira de Melo (1861)
- Cardinale Inácio do Nascimento Morais Cardoso (1863)